# Distretto di Maca

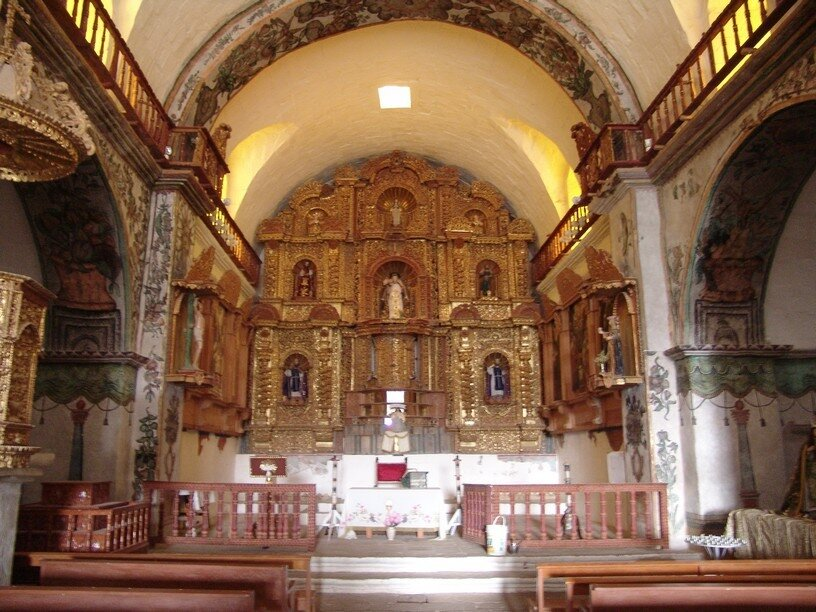
La chiesa di Maca,altare

Il distretto di Maca è uno dei venti distretti della provincia di Caylloma, in Perù. Si trova nella regione di Arequipa e si estende su una superficie di 227,48 chilometri quadrati.

Ha per capitale la città di Máca e contava 1.307 abitanti al censimento 2005.